# Antopal (przystanek kolejowy)
Antopal (biał. Антопаль, ros. Антополь) – przystanek kolejowy w pobliżu miejscowości Antopal, w rejonie rzeczyckim, w obwodzie homelskim, na Białorusi. Leży na linii Homel – Łuniniec – Żabinka.